# Scopula inactuosa
Scopula inactuosa är en fjärilsart som beskrevs av Louis Beethoven Prout 1920. Scopula inactuosa ingår i släktet Scopula och familjen mätare. Inga underarter finns listade.